# Gatto (película)
Gatto será una película animada por computadora estadounidense de comedia producida por Walt Disney Pictures y Pixar Animation Studios y distribuida por Walt Disney Studios Motion Pictures. Será dirigida por Enrico Casarosa, y producida por Andrea Warren.
Se planea estrenarse en Estados Unidos el 18 de junio de 2027.

## Argumento
En una Venecia mágica y decadente, Nero, un gato negro marginado por supersticiones humanas, que además está endeudado con una mafia felina liderada por el carismático Rocco.
Nero vive en las sombras, rechazado por la sociedad, hasta que conoce a Maya, una música callejera solitaria. Juntos emprenden un viaje por los  canales venecianos que mezcla aventura, música y redención. A lo largo del camino, Nero se enfrenta a sus miedos, cuestiona su propósito y descubre que incluso los más incomprendidos pueden encontrar su lugar en el mundo.